# Azuma Sakamoto
Azuma Sakamoto (坂本 梓馬 Sakamoto Azuma?) es una seiyū Japonesa de la Prefectura de Fukushima. Ella actualmente trabaja para Genki Project.

## Roles interpretados

### Anime
- Asatte no Hōkō (Amigo B)
- Avatar: la leyenda de Aang (Toph)
- Blood+ (Niño)
- CLANNAD (Yū)
- Pandora Hearts (Gilbert Nightray)
- Love Get Chu (Tsubasa Ono)
- Otogi-Jūshi Akazukin (Hiroto Kisugi)

### OVA
- Mizu×Mizu Drops (Sae Uran)
- Shigofumi: Letters from the Departed (Takuma Renkon)

### Radio
- Fuiatsū (FarEast Amusement Research/Enterbrain, personalidad del público)
- Yurishii: Azuma no Love Get Chu Miracle Radio (Osaka Broadcasting Corporation)

### CD
- Pandora Hearts (Gilbert Nightray)